# Liarea turriculata
Liarea turriculata är en snäckart. Liarea turriculata ingår i släktet Liarea och familjen Pupinidae.

## Underarter
Arten delas in i följande underarter:
- L. t. partula
- L. t. turriculata
- L. t. waipoua